# Физиократия

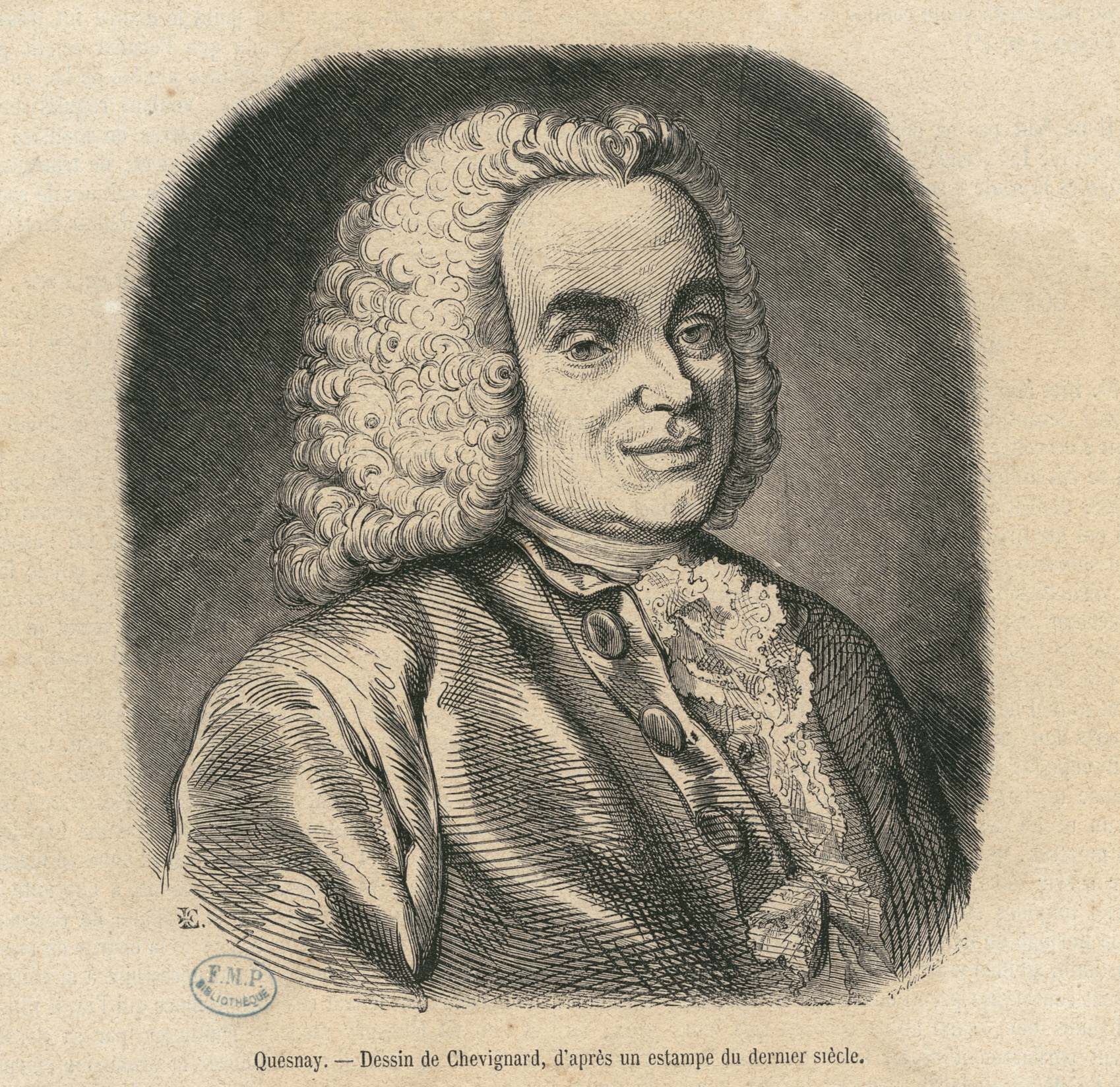
Франсуа Кенэ

Физиокра́тия (фр. physiocrates, от др.-греч. φύσις — природа и κράτος — сила, власть, господство, то есть «господство природы») — французская школа экономистов второй половины XVIII века, основанная около 1750 года Франсуа Кенэ.
Термин «физиократы» вошел в употребление лишь в XIX веке; при жизни Кенэ и его учеников они себя называли «экономистами», а своё учение — «политической экономией». Название «физиократия» дано Дюпон де Немуром — первым издателем сочинений Кенэ — ввиду того, что единственным самостоятельным фактором производства эта школа считала почву, природу. Впрочем, это название могло бы характеризовать учение физиократов и в другом отношении, так как они были сторонниками «естественного порядка» (ordre naturel) в хозяйственной жизни общества — идеи, родственной понятиям естественного права или естественного закона в рационалистическом смысле философии XVIII века.
Статьи Кенэ, посвященные вопросам цен на хлеб и налогам, были помещены в «Энциклопедии» Д. Дидро. Существенная заслуга физиократов, и прежде всего Кенэ, по мнению К. Маркса, состояла в том, что «… они в пределах буржуазного кругозора дали анализ капитала. Эта-то заслуга и делает их настоящими отцами современной политической экономии».

## Положения
Физиократы решали вопрос о том, как должны складываться экономические отношения между людьми при свободном действии естественного порядка и каковы будут принципы этих отношений. Подобно школе А. Смита и притом раньше неё, физиократы высказывали убеждение, что предоставление полной свободы действию естественных законов одно только способно осуществить общее благо. В связи с этим находятся и требование уничтожения старых узаконений и учреждений, задерживающих беспрепятственное проявление естественного порядка, и требование невмешательства государственной власти в экономические отношения — желания, одинаково характеризующие и физиократов, и классическую школу. Наконец, в обоих случаях мы имеем дело с реакцией против меркантилизма, который (в своем французском варианте) односторонне покровительствовал только торговле и обрабатывающей промышленности; но физиократы впали в другую односторонность, которой избежала теория, созданная А. Смитом.
Физиократы противопоставили торговле и обрабатывающей промышленности сельское хозяйство как единственное занятие, дающее излишек валового дохода над издержками производства, а потому и единственно производительное. Поэтому в их теории земля (почва, силы природы) является единственным фактором производства, тогда как А. Смит рядом с этим фактором поставил два других, труд и капитал — понятия, играющие такую же важную роль во всем дальнейшем развитии политической экономии, как чистой науки. В этом последнем отношении физиократов скорее можно считать предшественниками, чем основателями политической экономии.
Термин «физиократия» употребляется в двояком смысле, а именно чаще всего в более узком значении известной экономической доктрины, реже — в более широком смысле целой теории общества, с социальными и политическими выводами. Первый взгляд на физиократов господствует у иностранцев, второй свойственен французам. Нет сомнения, что главное значение физиократы имеют в истории политической экономии, но из-за этого не следует забывать их политические взгляды, делающие их наиболее видными представителями просвещённого абсолютизма во Франции.

## Происхождение теории
Английские, а за ними немецкие и русские историки политической экономии считают обыкновенно родоначальником этой науки Адама Смита, но французские и ряд других историков видят её начало в учении физиократов, которые создали первую систематическую теорию политической экономии. В своей специальной работе «О Тюрго как экономисте» немецкий учёный Шеель считает физиократов истинными родоначальниками политической экономии, называя «смитианизм» лишь «английским видом физиократизма». Такого же мнения придерживается историк С.Каплан в своем труде о политике и политической экономии Франции эпохи Людовика XV: он фактически ставит знак равенства между физиократами и либеральными экономистами — последователями А. Смита. Сам Адам Смит был вхож в кружок физиократов Франсуа Кенэ и собирался посвятить последнему свою главную работу «Богатство народов», но изменил своё намерение после смерти французского политэконома, произошедшей незадолго до публикации. Это прямо указывает на связь основных положений А. Смита с учением Франсуа Кёнэ и физиократов.
Появлению физиократии предшествовал так называемый меркантилизм, который был скорее системой экономической политики, чем политико-экономической теорией: меркантилисты не дали цельной научной доктрины — она в цельном виде сложилась в виде доктрины протекционизма лишь в XIX в. В этом смысле физиократы заслуживают предпочтения в том, чтобы считаться действительными основателями политической экономии, тем более, что они оказали большое влияние и на учение А. Смита. Они первые провозгласили тот принцип, что в хозяйственной жизни общества господствует известный естественный порядок и что наука может и должна его открыть и сформулировать. Стоит только, думали они, узнать, какие законы управляют явлениями экономической жизни — и этого будет совершенно достаточно для создания полной теории производства и распределения богатств. Отсюда их дедуктивный метод, весьма сходный с методом А. Смита и других представителей «классической школы» политической экономии.

### Предшественники
У физиократов были предшественники двоякого рода: одни уже давно выдвигали на первый план важное значение сельского хозяйства, другие высказывались за предоставление естественному течению экономической жизни большей свободы. Уже Сюлли, министр склонявшегося к меркантилизму Генриха IV, говорил, что «земледелие и скотоводство — два сосца, питающие Францию» и что эти два занятия — настоящие золотоносные жилы, превосходящие все сокровища Перу. На той же точке зрения стояли в начале XVIII века Буагильбер, автор сочинения «Le détail de la France sous Louis XIV», и маршал Вобан, к которым позднее примкнул Кантильон, оказавший большое влияние на физиократов через Виктора Мирабо, комментировавшего идеи этого английского экономиста в своём «Друге людей». С другой стороны, Локк положил основание всей школе естественного права XVIII в., под влиянием которой сложилась физиократическая идея естественного порядка, и высказывался за свободу торговли; на той же точке зрения стоял Кантильон, идеями которого пользовался и А. Смит. Непосредственной причиной возникновения новой экономической школы было материальное оскудение Франции, указывавшее на ошибочность всей прежней экономической политики. «В конце 1750 г., — говорит Вольтер, — нация, пресытившись стихами, комедиями, трагедиями, романами, моральными рассуждениями и богословскими диспутами, принялась, наконец, рассуждать о хлебе. Можно было предположить, выходя из театра комической оперы, что Франции предстояло продавать хлеб в небывалых размерах». Действительно, около этого времени французское общество обратило внимание на печальное положение сельского хозяйства, и даже образовалась своего рода «агрономическая мода».
К числу лиц, занявшихся ранее других экономическими вопросами в аграрном направлении, принадлежал Виктор Мирабо, который в своём «Друге людей», издававшемся с 1756 г., уже высказывал мысли о земледелии как единственном источнике благосостояния государств и об экономической свободе как лучшей правительственной политике. Отдельные положения Мирабо, касавшиеся этих вопросов, не отличались, однако, ясностью и не были приведены в систему. Впервые сам Мирабо постиг значение собственных идей, когда познакомился с теорией Кенэ, первое экономическое сочинение которого («Tableau économique») вышло в свет в 1758 г. Мирабо одним из первых примкнул к новому учению и стал ревностным его глашатаем в целом ряде сочинений. Одновременно возникли периодические издания, ставшие органами новой школы, «Gazette du Commerce», «Journal de l’agriculture, du commerce et des finances» Дюпон де Немура и «Ephémérides du citoyen», основанный им же вместе с аббатом Бодо, автором «Введения в экономическую философию» (1771). Тот же Дюпон де Немур издал в 1767—68 гг. сочинения Кенэ под общим заглавием «Physiocratie», после чего последователи Кенэ и получили название «физиократы».
К ним примкнули и другие видные экономисты, как то: Мерсье де ла Ривьер и Тюрго. Первый из них, приняв сначала участие в «Журнале земледелия, торговли и финансов», издал в 1767 г. книгу «L’ordre naturel et essentiel des sociétés politiques», из которой впервые большая публика познакомилась с идеями Кенэ. В ней рассматривались не только экономические, но и политические вопросы с физиократической точки зрения. По учению Мерсье, государственный строй должен основываться на природе человека; вся его задача — в охране свободы и собственности людей, а это лучше всего может сделать абсолютная монархия, в которой совпадают интересы правителя с интересами всей страны. Эта политическая идея Мерсье де ла Ривьера была принята и другими физиократами. Тогда же вышла в свет книга Тюрго «Réflexions sur la formation et la distribution des richesses» (1766), представляющая собой уже систематическое изложение теории образования и распределения богатств с физиократической точки зрения. Особое значение Тюрго заключается в том, что в начале царствования Людовика XVI он в течение двадцати месяцев занимал пост первого (фактически) министра и сделал попытку — впрочем, не удавшуюся, — провести на практике физиократическую программу реформ. Менее важными сторонниками физиократов были Клико-Блерваш и Летрон. Главное сочинение последнего («De l’intérêt social par rapport à la valeur, à la circulation, à l’industrie et au commerce», 1777) считается одним из наиболее ясных и систематических изложений доктрины физиократов, во многих вопросах предвосхитившим положения новейшей науки. По частному вопросу о свободе хлебной торговли в ряды физиократов стал и аббат Морелле.
Сочувственно относились к физиократам или только отчасти разделяли их взгляды Кондильяк, Кондорсе, Мальзерб, Лавуазье. Из видных экономистов той эпохи лишь Неккер и Форбонне продолжали держаться принципов меркантилизма. Некоторые причисляют к физиократам и Гурне, который действительно пользовался большим уважением среди последователей школы; но он далеко не разделял мнения о непроизводительности торговли и обрабатывающей промышленности. С физиократами его роднит, главным образом, убеждение в благодетельности свободной конкуренции; ему принадлежит знаменитый «принцип невмешательства» — «laissez-faire». Значение Гурне в истории школы физиократов заключается в том, что у него главным образом последователи Кенэ заимствовали аргументы в пользу экономической свободы. Иногда во всей физиократии видят не что иное, как слияние идей Гурне и Кенэ, но чаще в зависимость от Гурне ставят одного только Тюрго. Новейшие исследования (А. Онкен) показали, что гораздо раньше Гурне идею экономической свободы высказал маркиз д’Аржансон.

## Основные положения
Все главные основания физиократической теории как политико-экономического учения были изложены уже основателем школы, а потому о них вполне достаточное понятие даёт учение Кенэ.
В главной работе Кенэ «Экономическая таблица» (1758) проведён анализ общественного воспроизводства с позиции установления определённых балансовых пропорций между натуральными (вещественными) и стоимостными элементами общественного продукта. Фактически, сгруппировав всех хозяйствующих экономических субъектов Франции XVIII века на классы: земледельцев (фермеры и сельские наёмные рабочие), собственников (землевладельцы и король) и «бесплодный класс» (промышленники, купцы, ремесленники и наёмные рабочие в промышленности) — Кенэ составил первый вариант схемы-таблицы межотраслевого баланса «затрат-выпуска», являющейся прототипом для последующих моделей экономического баланса Л. Вальраса и В. Леонтьева.
В оценке их общественной роли историки не вполне сходятся между собой, неодинаково понимая их отношение к отдельным социальным классам. Несомненно, что физиократы враждебно относились к сословному строю общества, к привилегиям дворянства и к сеньориальным правам. Некоторые историки особенно подчеркивают народолюбие физиократов. Издатель сочинений физиократов в XIX в., Дэр, ставит им в заслугу, что они «формулировали великую проблему справедливого и несправедливого» в общественных отношениях и в этом смысле «основали школу социальной морали, которой раньше не существовало». Историк XIX века А. Лихтенбергер («Le socialisme du XVIII siècle») говорит, что «в известном смысле физиократы играли роль, имеющую некоторую аналогию с ролью современных социалистов, так как они стремились эманципировать труд и защищали права социальной справедливости». Не так далеко идут в своих отзывах немецкие писатели (Кауц, Шеель, Кон и др.), но и они подчеркивают симпатию к трудящимся и обременённым. В сущности, однако, физиократы были, как полагал Луи Блан, бессознательными представителями интересов буржуазии; Маркс заметил, что «физиократическая система была первой систематической концепцией капиталистического производства».
Вместе с тем, никто из физиократов не принадлежал к французской буржуазии, почти все они были представителями крупной французской аристократии или высшего католического духовенства: Виктор Рикети маркиз де Мирабо, Пьер дю Пон де Немур, Анн Робер Тюрго, Мерсье де ла Ривьер, аббат Бодо, аббат Рубо и т. д. Сам Франсуа Кенэ был личным врачом и доверенным лицом мадам де Помпадур, богатой аристократки и фаворитки короля Людовика XV, которая покровительствовала экономическому кружку Кёнэ в Версале и познакомила его с королём, который оказался под сильным влиянием либеральных идей физиократов.
Неслучайно поэтому физиократы были проповедниками крупного хозяйства: уже Кёнэ считал наиболее нормальным, чтобы земли, обрабатываемые под посевы, соединялись в большие фермы, которые находились бы в руках богатых землевладельцев (riches cultivateurs). Только богатые фермеры составляют, по его мнению, силу и могущество нации, только они могут дать занятие рабочим рукам и удержать в деревне жителей. При этом Кёнэ объяснял, что под словами «богатый фермер» не следует понимать работника, который сам пашет, а хозяина, имеющего наёмных рабочих. Все мелкие фермеры должны были превратиться в батраков, работающих на крупных фермеров, которые и суть «истинные земледельцы». По словам аббата Бодо, «в обществе, истинно благоустроенном на основах экономических принципов», должны существовать простые земледельческие рабочие, которые жили бы только своим трудом. Отождествляя нередко землю и землевладельца, интересы земледелия и интересы сельских хозяев, физиократы очень часто, когда говорят об интересах производительного класса, имеют в виду именно только фермеров. Отсюда недалеко было до особенной заботливости о последних — и действительно, Кенэ советует правительству наградить фермеров всякими привилегиями, так как в противном случае благодаря своему богатству они могут приняться за другие занятия. Заботясь об увеличении национального дохода, заключавшемся, с точки зрения физиократов, в сумме доходов отдельных сельских хозяев, они признавали необходимость благосостояния рабочих едва ли не потому только, что в интересах нации продукты должны потребляться в возможно большем количестве.
Содействовать увеличению рабочей платы физиократы вовсе не были намерены: Кенэ советует для жатвы брать пришлых савойских рабочих, которые довольствуются меньшей платой, чем французские, ибо от этого уменьшаются расходы производства и увеличиваются доходы собственников и государя, а вместе с ними возрастает могущество нации и фонд рабочей платы (le revenu disponible), который доставит рабочим возможность лучшего существования. Таким образом, физиократы не умели отделить накопление капиталов от обогащения землевладельцев и крупных фермеров: наблюдая вокруг себя одну бедность, желая поднять национальное богатство, они обращали внимание исключительно на количество предметов, находящихся в стране, без всякого отношения к их распределению. Необходимость капиталов на их языке переводилась в необходимость капиталистов. Крестьянин рисовался им либо в виде мелкого собственника, едва существующего доходами со своей землицы, либо в виде половника, вечно находящегося в долгу у помещика, либо в виде безземельного батрака, которому ни тот, ни другой не могут доставить работы. По мнению физиократов, крупное фермерство, обогащая государство, могло занять свободные руки безземельного крестьянства. В этом отношении физиократы сходились с весьма многими агрономическими писателями, указывавшими, что мелкое хозяйство крестьян-собственников и половников, невежественных и бедных, не в состоянии служить основой для тех улучшений в способах обработки земли, которые требуются для подъёма её производительности.
Между теорией физиократов, благоприятной для крупной буржуазии и аристократии, и их народолюбивыми чувствами было, таким образом, довольно значительное противоречие. Раньше всего оно было отмечено Луи Бланом, когда он, например, говорил о Тюрго: «он не всегда отличался последовательностью по отношению к своим принципам; не будем его за это упрекать, ибо в этом его слава».
Некоторые современные историки полагают, что попытки применить во Франции либеральные идеи, проповедуемые физиократами, привели к массовому голоду во Франции в 1770—1771 и 1788—1789 гг. и экономическому кризису 1786—1789 гг., приведшему к массовой безработице, что вызвало социальный взрыв, обостривший события и эксцессы первого этапа Великой Французской революции.
В политическом отношении физиократы стояли на точке зрения просвещённого абсолютизма. Уже Кенэ, мечтая о реализации своей экономической системы, считал необходимой такую силу, которая могла бы совершить эту реализацию. Он требовал поэтому полного единства и безусловного господства верховной власти, возвышающейся во имя общего блага над противоположными интересами частных лиц. Мерсье де ла Ривьер в главном своём сочинении развивал ту мысль, что «законный деспотизм» (despotisme légal) один в состоянии осуществить общее благо, установить естественный общественный порядок, чем вызвал резкие возражения со стороны Мабли. Нападая на теорию разделения и равновесия властей или теорию политических противовесов, Мерсье рассуждал так: если основы хорошего правления очевидны для власти и она захочет поступать сообразно с ними на благо общества, то «контрафорсы» могут лишь помешать ей — и наоборот, в таких противовесах нет надобности, раз основы хорошего правления остаются неизвестными власти. Напрасно из боязни, что правитель может быть невежественным, ему противопоставляют людей, едва умеющих управлять самими собой. Впрочем, роль абсолютной власти понималась скорее в смысле силы, которая должна устранить все, что мешает «естественному порядку», чем в смысле силы, которая должна созидать нечто новое.
В последнем отношении интересен разговор Екатерины II с Мерсье де ла Ривьером, которого она пригласила в Петербург для совета с ним о законодательстве. «Каких правил, — спросила она, — следует держаться, чтобы дать наиболее подходящие законы для народа?» — «Давать или создавать законы — такая задача, государыня, которой Бог никому не предоставлял», — отвечал Мерсье де ла Ривьер, вызвав новый вопрос Екатерины о том, к чему же, в таком случае, он сводит науку правления. «Наука правления, — сказал он, — сводится к признанию и проявлению законов, начертанных Богом в организации людей; желать идти дальше было бы большим несчастьем и чересчур смелым предприятием». Учение физиократов оказало влияние на французскую революцию. «Из их среды, — говорит Бланки в своей „Истории политической экономии“, — был дан сигнал ко всем общественным реформам, какие только были совершены или предприняты в Европе в течение 80 лет; можно даже сказать, что, за немногими исключениями, французская революция была не чем иным, как их теорией в действии». Луи Блан, видевший в физиократах представителей интересов буржуазии, хотевших заменить одну аристократию другой, и потому называвший их учение «ложным и опасным», тем не менее прославлял их как проповедников новых идей, из которых вышли все преобразования революционной эпохи. «Экономисты, — говорит о Ф. Токвиль в „Старом порядке и революции“, — играли в истории менее блестящую роль, чем философы; быть может, они и меньше, нежели последние, оказали влияния на возникновение революции — и тем не менее я думаю, что истинный её характер лучше всего познается именно в их сочинениях. Одни высказывали то, что можно было себе вообразить; другие иногда указывали на то, что нужно было делать. Все учреждения, которые революция должна была безвозвратно уничтожить, были особенным предметом их нападок; ни одно не имело права на пощаду в их глазах. Наоборот, все те учреждения, которые могут рассматриваться как настоящие создания революции, были заранее возвещены физиократами и с жаром ими прославлены. С трудом можно было бы назвать хотя бы одно, зародыш которого уже не существовал бы в каких-либо их сочинениях; в них мы находим все, что было наиболее существенного в революции». В сочинениях Ф. Токвиль отмечает и будущий «революционный и демократический темперамент» деятелей конца XVIII в., и «безграничное презрение к прошлому», и веру во всемогущество государства в деле устранения всех зол.
Оценивая общее значение физиократов, один из самых последних исследователей их учения (Мархлевский) называет отдельные случаи влияния физиократов на жизнь «революционными бациллами физиократизма». Несколько иначе относится большинство историков к чисто научной стороне этого учения.
После появления «Богатства народов» А. Смита школа Кенэ пришла в полный упадок, хотя у неё были ещё сторонники даже в XIX в.: Дюпон де Немур — до самой своей смерти (1817), в тридцатых годах — Ж. М. Дютан и др. В классической школе политэкономии установилось, в общем, самое отрицательное отношение к физиократам, не всегда справедливое. В своём «Капитале» Маркс довольно часто говорит о физиократах (в примечаниях) с сочувствием; одно количество цитат указывает на то, как высоко ставил он иногда этих предшественников классической школы. В отдельных случаях он даже находил понимание тех или других вопросов более глубоким и более последовательным у физиократов, нежели у А. Смита. Сам вопрос о зависимости последнего от физиократов был подвергнут внимательному пересмотру, результаты которого оказались благоприятными для физиократов Сочинения физиократов изданы Дэром в «Collection des principaux économistes»; «Друг людей» Мирабо переиздан Rouxel’ем в 1883 г., а сочинения Кенэ перепечатал Август Онкен.

## Физиократия вне Франции
Физиократы нашли многочисленных последователей за пределами Франции. Особенно много было их в Германии, в которой наиболее замечательными физиократами были Иоганн Август Шлеттвейн, советник маркграфа баденского Карла-Фридриха Фюрстенау, Шпрингер, в особенности же Мовильон и швейцарец Изелин. Самым замечательным представителем немецкого физиократизма считается маркграф Карл-Фридрих, написавший «Abrégé de l’economie politique» (1772) и сделавший попытку реформы налогов в духе системы: в нескольких деревнях он, вместо всех прежних налогов, ввёл «единый налог» (impôt unique) в виде 1/5 «чистого дохода» (produit net) от произведений почвы; но этого частного опыта, продолжавшегося более двадцати лет (1770—1792), он не обобщил. Как теоретики, немецкие физиократы ничего не прибавили к учению своих французских собратьев. В Германии ещё в XIX веке встречались сторонники физиократии: например, в 1819 г. Шмальц во втором издании своей «Энциклопедии камеральных наук» продолжает называть себя физиократом. Противниками физиократов среди немцев выступили Юстус Мёзер (который, как защитник старины, вооружился и против учения А. Смита), И. Мозер, Дом и Штрелин.
Путь для физиократии в Италии расчистил Бандини, главными же сторонниками её были Дельфико, Негри, Фиорентино, Дженнаро («Annona», 1783), Саркиани («Intorno al sistema delle pubbl. imposizione», 1791). Отчасти новое учение повлияло и на некоторых итальянских меркантилистов, как то: Паолетти, Филанджиери, Бриганти, д’Арко и Менготти, тогда как в лице Верри оно встретило сильного критика. В практическом отношении влияние доктрины сказалось на реформах Леопольда Тосканского. Физиократы нашли последователей также и в Швеции. Из двух политических партий (шляп и шапок), боровшихся здесь за власть в середине ΧVΙΙΙ в., одна (шапки) стояла на стороне преимущественного покровительства сельскому хозяйству. С конца 50-х годов в шведской литературе велась оживленная полемика о мерах, которые могли бы содействовать развитию земледелия и хлебной торговли. По этому вопросу и по вопросу о мерах к увеличению роста народонаселения шведские публицисты стали прислушиваться к тому, что писалось во Франции. Под влиянием «Друга людей» Шеффер в 1759 г. написал «Мысли о влиянии нравов на количество населения», которыми начинается проповедь в Швеции физиократических идей. Через несколько лет Олаф Рунеберг, «шведский Гурне», издал сочинение «Undersökning om vara näringar äro Komma till en mot folkstoken svarande höjd», в котором выставил положение, что свободная конкуренция есть жизненный принцип торговли. Самым замечательным шведским физиократом был Хидениус, автор мемуара о причинах эмиграции и мерах к её прекращению, рассуждения об «источнике бедности государства» и др. сочинений, изданных в шестидесятых годах XVIII в. У Хидениуса были многочисленные последователи, из которых наиболее замечательны Брункман и Вестерман (Лилиенкранц).
В Польше почва для распространения физиократических идей была подготовлена тем, что земледелие было там почти единственным занятием населения и ещё в XVI веке между поляками были сторонники свободной торговли хлебом. С другой стороны, знатные поляки в XVIII в. очень охотно сближались с представителями французской философской и научной мысли (например, графа Хрептовича Мирабо лично рекомендовал маркграфу баденскому, а Дюпон де Немур прямо причислял к «экономистам»). Бодо и Дюпон де Немур сами одно время жили в Польше и были близки к некоторым магнатским домам. Главными представителями физиократии в Польше были: краковский профессор естественного права Антон Поплавский, ортодоксальный физиократ, автор «Собрания некоторых политических материй» (1774); виленский профессор того же предмета Иероним Стройновский, уже испытавший на себе влияние А. Смита, как это явствует из его «Учения о естественном и политическом праве и о политической экономии» (1785); политический деятель конца XVIII в. Валериан Стройновский, самый известный среди польских физиократов, написавший «Ekonomika powszechna krajowa» (1816). Физиократия оказала в Польше значительное влияние на некоторых политических реформаторов второй половины XVIII в. — например на Сташица и Коллонтая — и на многочисленных, большей частью анонимных авторов брошюр о крестьянском вопросе и о других злобах дня падавшей Речи Посполитой. Последователем и воплотителем идей физиократов в Германии стал Альбрехт Тэер.

## Физиократы в России
Чистых представителей физиократической теории в России не было, но влияние прикладных выводов их учения сказалось в первой половине царствования Екатерины II. Идеи физиократов распространялись у нас при помощи французской просветительной литературы: Екатерина могла познакомиться с ними из Вольтера и Энциклопедии. В Наказе отголоском этих идей является возвеличение земледелия над промышленностью и торговлей и взгляд на свободу торговли. Но и тут уже эти мнения обставлены оговорками и ограничениями. Тем не менее, с первых годов царствования Екатерины уничтожаются привилегии, данные фабрикам в прежнее время, уничтожаются монополии на заведение фабрик того или другого рода, в том числе и казённых, отменяются льготы от разных повинностей; наконец, манифестом 17-го марта 1775 г. устанавливается принцип свободной конкуренции, уничтожается концессионный порядок устройства промышленных заведений и система специальных сборов с фабрик и заводов. В тот же период издается сравнительно более льготный для ввоза тариф 1766 г. Наконец, интерес окружающих императрицу лиц к физиократическим учениям выражается в создании — по образцу европейских учреждений, основанных сторонниками физиократов, — Вольного экономического общества (1765). На вопрос, поставленный Обществом по желанию императрицы для соискания премии, — о собственности крестьян, прислано было несколько ответов, написанных в духе физиократов, и эти ответы были одобрены Обществом. При участии кн. Д. А. Голицына, русского посла в Париже, переписывавшегося в 60-х годах с Екатериной по крестьянскому вопросу, выписан был даже рекомендованный Дидро представитель школы физиократов, Мерсье де ла Ривьер, неприятно поразивший императрицу своим самомнением и слишком высоким представлением о той роли, которую он готовил себе в России в качестве законодателя. После 8-месячного пребывания в Петербурге (1767—68) он был отослан назад во Францию, и с этих пор начинается быстрое охлаждение Екатерины к физиократам. В своей частной переписке она жалуется (середина 70-х годов), что «экономисты» её осаждают навязчивыми советами, называет их «дурачьем» и «крикунами» и не упускает случая посмеяться над ними. «Я не сторонница запрещений, — говорит она теперь, — но полагаю, что некоторые из них введены с целью устранения неудобств и было бы неблагоразумно и опрометчиво до них касаться». Она возражает против полной свободы хлебной торговли и даже против отмены внутренних городских сборов, последовавшей при имп. Елизавете. В 80-х годах политика Екатерины относительно торговли и промышленности окончательно изменяется в духе, противоположном принципам физиократов. В русском обществе идеи физиократов как известное политико-экономическое учение не имели сколько-нибудь заметного влияния: занятое политическими и философскими идеями, оно мало обращало внимания на политическую экономию.